# フレミントン競馬場

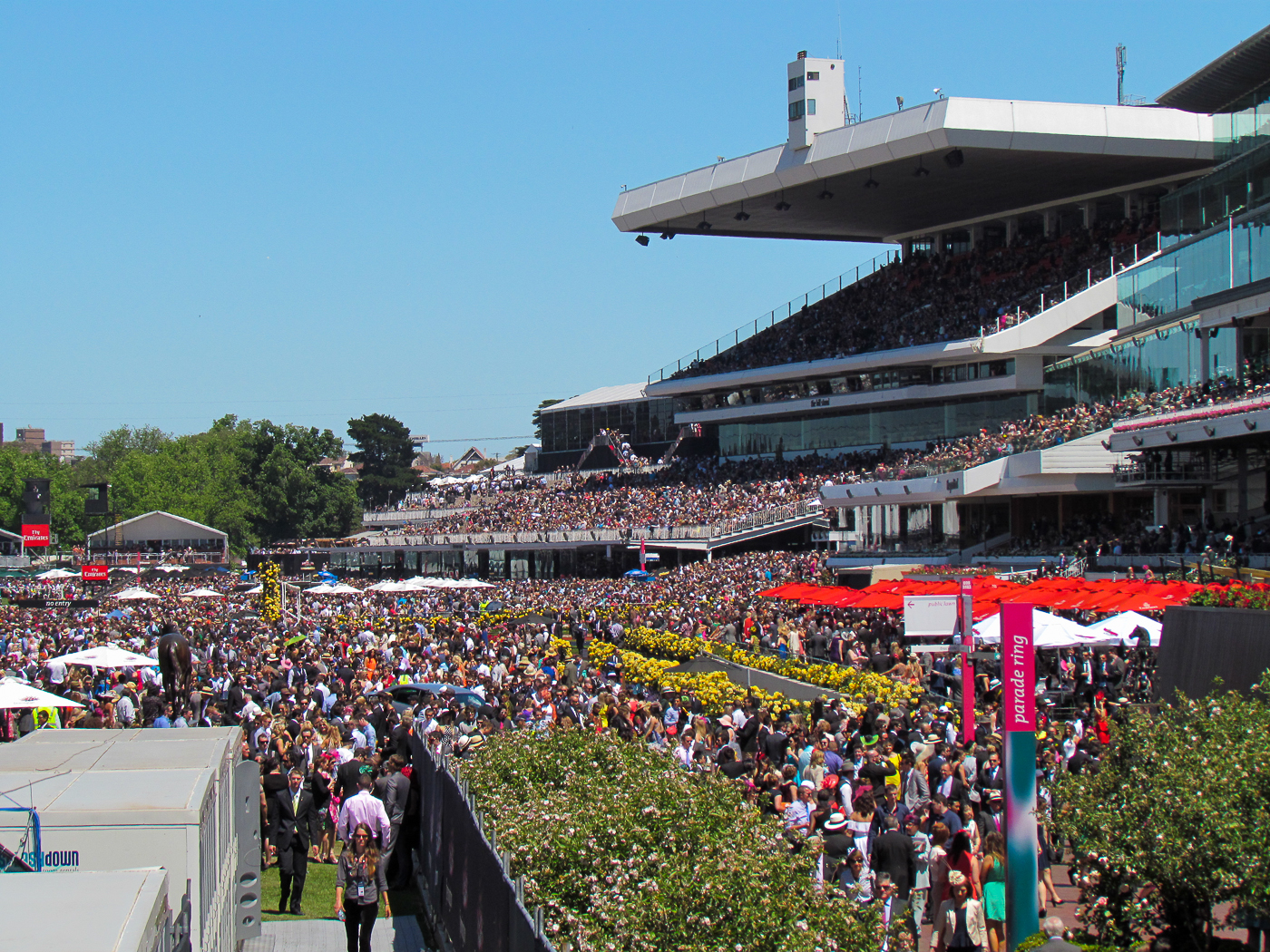
2013年メルボルンカップ当日のフレミントン競馬場

フレミントン競馬場(Flemington Racecourse)は、オーストラリアヴィクトリア州メルボルン郊外・マリビルノン川沿いの平地に位置する競馬場である。所有・運営はヴィクトリアレーシングクラブ(VRC)。メルボルンカップをはじめとした大競走が集中しており、オセアニア競馬の中でも最大級の規模を誇っている。

## 概要
1840年3月に開設された競馬場で、開設当時はポートフィリップターフクラブ、その後リース契約でヴィクトリアターフクラブが運営を行っていた。同組織は後にヴィクトリアジョッキークラブと統合、1864年にヴィクトリアレーシングクラブ（VRC）となる。初期はリースの形態を取っていたが、現在では法令に基づいてVRCが正式な管理団体となっている。
名実ともにオセアニア競馬界最大の競馬場で、多くの大競走を抱えている。1855年創設のヴィクトリアダービー、1861年創設のメルボルンカップなどの伝統ある競走は特に人気があり、2006年のヴィクトリアダービー・デイには約129,000人もの観客が押し寄せている。

## コース
「セイヨウナシ」とも形容される円錐状のコース形態をしており、1周は芝コース2,312メートル。ヴィクトリアダービーをはじめとして、ほとんどの競走をこのコースで行う。
また、1,200メートルの直線コースも備えており、6ハロンであることに因んで"The Straight Six"という呼び名を持っている。メルボルンカップなどの3,200メートル戦や、1,200メートル以下の短距離戦はここから発走する。

## 設備
敷地内に大規模な駐車場のほか、メルボルンの都心部から通る鉄道駅（フレミントンレースコース駅）が設置されている。
1988年の改装時に、スタンドの北側にファーラップの銅像が設置されている。ファーラップはメルボルンカップなどフレミントン競馬場で多くの勝利を重ねており、場内の施設やVRCの催しに度々その名前が使われている。また、2000年に再び大改装を行い、12万人を収容できる観客席を設けている。

## 主な競走
| グループ | 競走名                             | 馬齢  | 性別 | 斤量   | 距離(m) |
| 1        | オーストラリアンギニー             | 3歳   | Open | 定量   | 1600    |
| 1        | ブラックキャビアライトニング       | Open  | Open | 馬齢   | 1000    |
| 1        | オーストラリアンカップ             | Open  | Open | 馬齢   | 2000    |
| 1        | ニューマーケットハンデキャップ     | Open  | Open | ハンデ | 1200    |
| 1        | ターンブルステークス               | 4歳上 | Open | 定量   | 2000    |
| 1        | チャンピオンズマイル               | Open  | Open | ハンデ | 1600    |
| 1        | チャンピオンズスプリント           | 3歳上 | 不問 | 馬齢   | 1200    |
| 1        | メルボルンカップ                   | Open  | Open | ハンデ | 3200    |
| 1        | ヴィクトリアダービー               | 3歳   | Open | 定量   | 2500    |
| 1        | クールモアスタッドステークス       | 3歳   | 不問 | 定量   | 1200    |
| 1        | チャンピオンズステークス           | Open  | Open | 馬齢   | 2000    |
| 1        | エンパイアローズステークス         | 3歳上 | 牝馬 | 馬齢   | 1600    |
| 1        | クラウンオークス                   | 3歳   | 牝馬 | 定量   | 2500    |
| 1        | ジ・オールスターマイル（持ち回り） | 3歳上 | Open | 定量   | 1600    |